# Egidova chata
Egidova chata, Egýdiova chata (podle staršího pravopisu), (polsky Schronisko Idziego, německy Egydihütte, Egydi - Schutzhhütte, Egyde - hütte, maďarsky Egyed - menház, Egyed - ház, Egyed - gunyhó) je dávno zaniklá chata na břehu Zeleného plesa Kežmarského ve Vysokých Tatrách.

## Z historie
Dolina Bielej vody a Zeleného plesa byly cílem turistických výletů již v polovině 16. století. Uherský karpatský spolek ve snaze ještě více zpřístupnit tuto část Vysokých Tater a poskytnout turistům servisní služby se rozhodl postavit jednoprostorovou turistickou chatku (útulnu). Vyrostla na levém břehu potoka nedaleko betlianské ohrady, asi v nadmořské výšce 1520 m. Nazvali ji Egidova chata. Jméno jí dal tehdejší předseda Uherského karpatského spolku, veľkolomnický statkář Egid Berzevici. Chatu často navštěvovali a neoprávněně užívali pastýři ze Spišské Belé. Proto ji v roce 1880 přenesli na severní břeh Zeleného plesa. V roce 1883 vyhořela. Druhou Egidovu chatu postavili na stejném místě, ale tentokrát na jižním břehu jezera. Přemístili ji po špatných zkušenostech s mikroklimatem. V roce 1883 ji dva požáry poškodily a poté zpustla. Třetí, zděná, s pěti pokoji (nazývaná též Fridrichova chata) vyrostla na severním břehu plesa v roce 1897. Položila základy své pozdější nástupkyni Chatě u Zeleného plesa.